# Miguel Contreras López
Miguel Contreras López (Bailén, Jaén, 17 de junio de 1972) es un político español miembro del Partido Popular.
Delegado Territorial en Jaén  de la Consejería de Fomento, Articulación del Territorio y Vivienda de la Junta de Andalucía  (desde septiembre de 2022) 

## Biografía
Nació en Bailén el 17 de junio de 1972. Es licenciado en derecho por la Universidad de Jaén.
Fue secretario provincial de Nuevas Generaciones del Partido Popular entre 1995 y 1999. Asimismo, desde ese año y hasta 2003, fue concejal del Ayuntamiento de Bailén. Desde 2011 hasta 2019 fue concejal del Ayuntamiento de Jaén. Ha sido diputado en el Parlamento de Andalucía en la ix legislatura entre 2012 y 2015.
Ha ocupado el cargo de diputado provincial por el PP entre 2015 y 2022. En la Diputación Provincial ha desempeñado el cargo de portavoz del Grupo del PP desde julio de 2015 hasta septiembre de 2022. Además ha desempeñado el cargo de miembro del Consejo de Administración de RESURJA y de IFEJA, dos sociedades mixtas de la Diputación. Representó al grupo del Partido Popular por el partido judicial de Jaén.
También es vicesecretario de Organización del Partido Popular de Jaén y miembro del Comité Ejecutivo regional del Partido Popular Andaluz. Fue tercer teniente de alcalde del Ayuntamiento de Jaén y concejal de Hacienda, contratación y Comunicación entre 2011 y 2015. Y se ocupó de las áreas de Personal y Régimen Interior entre 2015 y 2019. En el Ayuntamiento de Jaén también asumió la presidencia de la Sociedad Municipal de Comunicación (Onda Jaén) y de la Sociedad Municipal de la Vivienda (SOMUVISA). 
Entre 2015 y 2022 ha pertenecido como representante de la FAMP al Consejo Social de la Universidad de Jaén.
Tras su paso por el Ayuntamiento de Jaén, se presenta como número dos en la lista del Partido Popular en las elecciones municipales de Bedmar y Garcíez del 26 de mayo de 2019 donde obtiene su cargo de concejal.

Desde septiembre de 2022 desempeña el cargo de Delegado Territorial en Jaén de la Consejería de Fomento, Ordenación del Territorio y Vivienda de la Junta de Andalucía.

## Cargos desempeñados
- Concejal del Ayuntamiento de Bailén (1999-2003)
- Diputado en el Parlamento de Andalucía por Jaén (2012-2015)[1]
- Diputado provincial de la Diputación de Jaén por el partido judicial de Jaén (2015-2022)[5][6]
- Concejal del Ayuntamiento de Jaén (junio de 2011-junio de 2019)
- Director del Instituto Municipal de Empleo y Formación Empresarial del Ayuntamiento de Jaén (enero de 2000-febrero de 2003)
- Gerente del Partido Popular de Jaén (febrero de 2003-junio de 2011)
- Miembro del Consejo Social de la Universidad de Jaén (desde junio de 2015 hasta septiembre de 2022)
- Coordinador general del Partido Popular de Jaén (desde 2017)[7]
- Concejal del Ayuntamiento de Bedmar y Garcíez (desde junio de 2019)[7][6]
- Desde septiembre de 2022 desempeña el cargo de Delegado Territorial en Jaén de la Consejería de Fomento, Articulación del Territorio y Vivienda de la Junta de Andalucía